# Эмин, Геворг

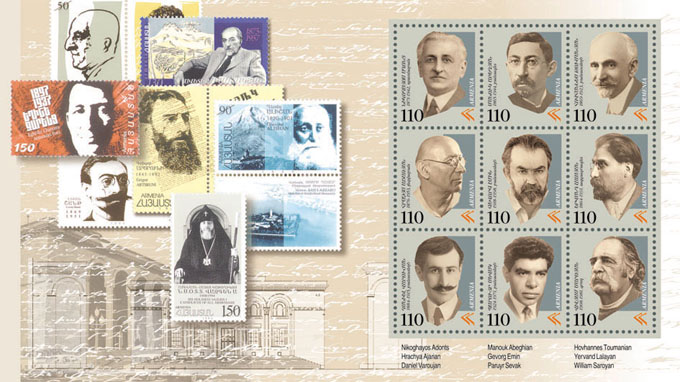
Адонц, Абегян, Туманян, Ачарян, Эмин, Лалаян, Варужан, Севак, Сароян

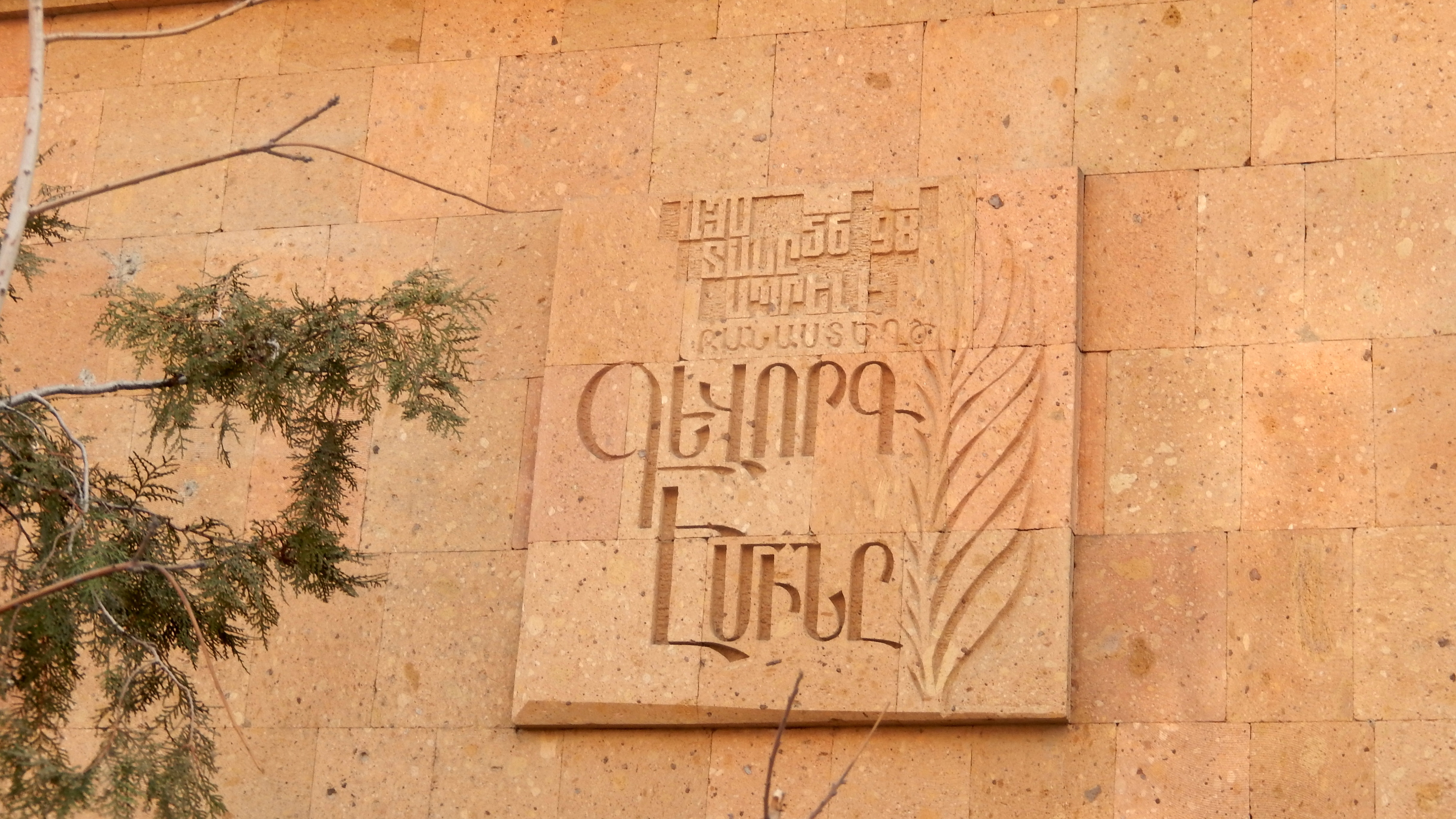
Мемориальная доска в Ереване

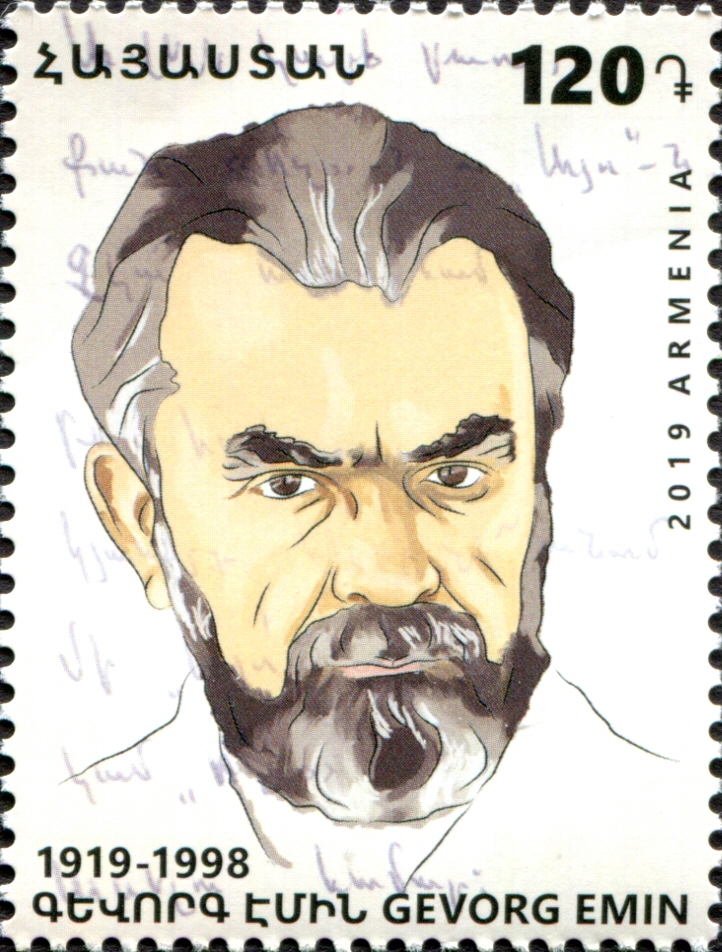
100 лет со дня рождения Геворга Эмина, Почта Армении, 2019

Гево́рг Эми́н (настоящее имя — Карле́н Григо́рьевич Мурадя́н, арм. Կարլեն Գրիգորիի Մուրադյան; 1919—1998) — армянский советский поэт.

## Биография
Родился 30 октября 1919 года в селе Аштарак Республики Армении в семье служащего. В 1935 году окончил школу. В 1936—1940 годах учился в Ереванском политехническом институте. Получил диплом инженера по гидротехническим сооружениям. В 1941—1942 годах работал помощником прораба и прорабом на строительстве ГЭС. В 1942—1944 годах служил в Красной Армии, участник Великой Отечественной войны. Член КПСС с 1953 года. Умер 11 июля 1998 года. Похоронен в Кармраворе.

## Творчество
Литературной деятельностью занимался с 1938 года. В 1956 году окончил Московские высшие литературные курсы при Союзе писателей СССР. В 1969—1972 годах — главный редактор журнала «Литературная Армения».
Опубликовал несколько сборников стихов: «Нахашавиг» («Предтропье») (1940), «Новая дорога» (1949), «Поиски» (1955), «По сей день» (1959), «В этом возрасте» (1968), «Двадцатый век» (1970), «Семь песен об Армении» (1974), «Век. Земля. Любовь» (1974), «Из дневника солдата» (1985), а также эссе «Путник вечности» (1985), «Ласточка из Аштарака» (1988). Поэзию Эмина переводили на русский язык Д. С. Самойлов, Ю. Д. Левитанский, Б. А. Слуцкий, М. С. Петровых, Л. А. Озеров, Е. М. Николаевская, М. Н. Рыжков.
В своём творчестве поэт обращается к трагическому прошлому Армении, судьбам мира и искусства; говорит об армянских беженцах, разрухе, голоде, геноциде армянского народа в дореволюционные годы. Критик Эдварда Кузьмина отмечала, что «в поэзии Г. Эмина звучит и характерное для его земляков острое чувство истории: каждый ощущает свою сопричастность всему тысячелетнему пути народа, у каждого в крови — память о набегах Семирамиды, персидских орд, арабов и сельджуков… В стихах Эмина есть размах, масштабность. Но она не враждебна сердечности».
Перевёл с русского на армянский произведения В. В. Маяковского, М. И. Цветаевой, С. А. Есенина, Пастернака, Е. А. Евтушенко, А. А. Вознесенского, Р. Г. Гамзатова, Арагона, а также роман Э. М. Ремарка «Время жить и время умирать» (1963).

## Цитата
Из письма Евгения Евтушенко:
Третий армянский поэт, с которым я познакомился примерно в то же время... Геворг Эмин, человек, абсолютно не похожий ни на Севака, ни на Шираза ни по человеческому характеру, ни по стихам и этим тоже по-своему драгоценный, как и они. Он, может быть, более рационалистичен во взгляде на жизнь, более широко терпим по отношению к людям, хотя и сохраняет истинно поэтическую мудрость благородной неразумности. Геворг великолепно знает русскую и зарубежную поэзию, и ему свойственна глобальность мышления, не исключающая, а, наоборот, обогащающая национальную традицию. Он неутомимо любопытен, но его любопытство никогда не переходит в недостойную суетливость, а его толерантность предоставляет ему возможность воспринимать мир не только под каким-нибудь одним, ограниченным углом зрения.

## Память
- В 2000 году была выпущена почтовая марка Армении, посвящённая Эмину.

В Ереване, в Парке влюблённых стоит  бронзовый памятник поэту, где Георг Эмин держит в руке яблоко и смотрит на своего котика, говорят, он любил гулять со своим котом в этом парке, скульптор Ашот Арамян.

## Награды и премии
- Сталинская премия третьей степени (1951— за сборник стихов «Новая дорога», 1949);
- Государственная премия СССР (1976 — за сборник стихов «Век. Земля. Любовь», 1974);
- Орден Октябрьской Революции (16.11.1984);
- Орден Дружбы народов (28.09.1979);
- Два ордена «Знак Почёта» (27.06.1956, 10.10.1969);
- Медаль «За доблестный труд в Великой Отечественной войне 1941-1945 гг.».